# Aruan
Aruan is een bestuurslaag in het regentschap Toba Samosir van de provincie Noord-Sumatra, Indonesië. Aruan telt 722 inwoners (volkstelling 2010).